# Awia Menedżment Grup
Awia Menedżment Grup S.A., ros. Акционерное общество "Авиа Менеджмент Груп"  – rosyjskie linie lotnicze z głównym portem bazowania w Moskwie (Port lotniczy Wnukowo), realizujące lokalne połączenia lotnicze. 
Linie dysponują 1 samolotem CL-600-2B19 i 2 EMB-135BJ.